# Бузковий парк

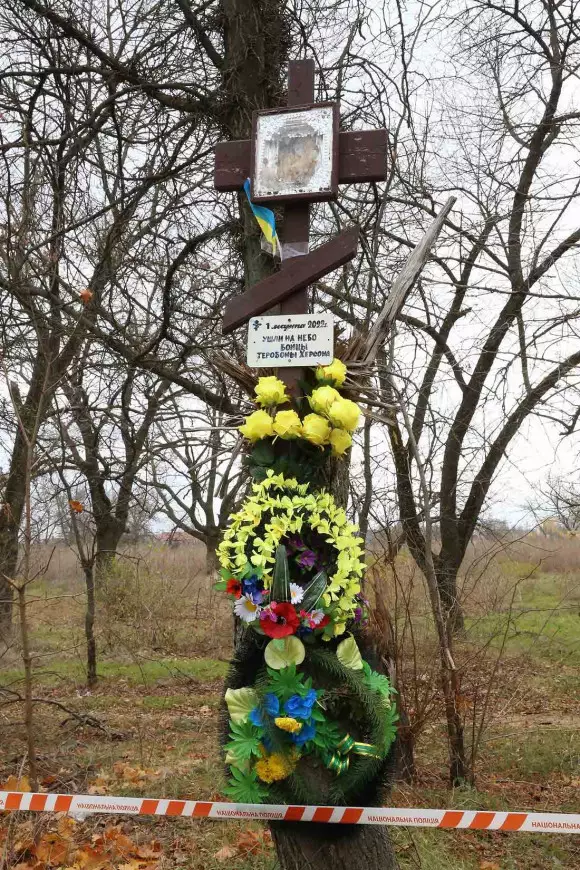
Імпровізований меморіал учасникам бою в Бузковому парку, встановлений у травні 2022 року

Бузко́вий парк (також Бузковий гай, парк Нафтовиків) — парк, розташований на вулиці Нафтовиків у Корабельному районі міста Херсон, Україна. Відомий принаймні з 2009 року. Обмежений вулицями Нафтовиків, 3-ю Західною, Дмитра Донцова та 5-ю Західною. Поряд розташовані Херсонський нафтопереробний завод, ТЦ «Епіцентр», Палац культури нафтовиків.
Парк відомий тим, що тут 1 березня 2022 року, під час російського вторгнення в Україну, відбувся бій між російськими окупантами та територіальною обороною міста. Учасники останньої намагалися зупинити просування росіян у бік центру міста. Внаслідок бою загинули принаймні 24 людини з боку оборонців міста.
Тіла загиблих згодом збирали й хоронили місцеві мешканці. У травні 2022 року, під час окупації Херсона, у Бузковому парку створили імпровізований меморіал загиблим. 2023 року, до річниці бою, у парку встановили пам'ятник.